# Schwarzach bei Schwabach

Verbreitung germanischer Stämme um 50 n. Chr.

Reichsstädtisches Landgebiet von Nürnberg 1505–1806

Schwarzach bei Schwabach (fränkisch: Schwoadsa) ist ein Gemeindeteil der kreisfreien Stadt Schwabach (Mittelfranken, Bayern). Schwarzach liegt in der Gemarkung Großschwarzenlohe.

## Geographische Lage
Das Dorf Schwarzach liegt etwa zwölf Kilometer südlich von Nürnberg, zwei Kilometer östlich von Schwabach und direkt am Zusammenfluss von Rednitz und Schwarzach. Die Staatsstraße 2239 tangiert den Ort südlich. Sie führt zu einer Anschlussstelle der Bundesstraße 2 (0,1 km südwestlich) bzw. nach Neuses (1,1 km nordöstlich).

## Geschichte

### Frühgeschichte
Das Schwarzachtal wurde bereits in der Steinzeit regelmäßig von Menschen begangen, aber nicht dauerhaft besiedelt, wie mehrere Bodendenkmäler von Freilandstationen belegen. Erste frühe Siedlungsspuren und einige bronzezeitliche Gräber befinden sich nur wenige Kilometer flussaufwärts und datieren auf circa 1600 bis 1300 v. Chr. Es sind bisher etwa 20 Bodendenkmäler aus mesolithischer, neolithischer, sowie aus der Latènezeit qualifiziert.
Zur Zeitenwende galt das gesamte Flusssystem der Regnitz als das Ausbreitungsgebiet der Narisker (siehe Karte 1). Um das Jahr 650 stießen boirische Siedler aus Südosten in das Schwarzachtal vor, diese wurden allerdings etwa 725 von den aus Westen kommenden Franken wieder zurückgedrängt. Urkundlich erstmals erwähnt werden die Nachbarorte Schwabach 1117, und Königshammer um 1200.

### Neuzeit
Im Jahr 1793 wurde vom Schwabacher Nadelfabrikant Jakobi auf der Gemarkung von Schaftnach eine Mühle errichtet, die zur Herstellung von Nadeln genutzt wurde. Daneben gab es ein Arbeiterwohnhaus. Bis 1840 hieß die Mühle „Nadelfabrik“, 1861 „Schwarzacher Nadelfabrik“, von 1871 bis 1900 „Schwarzach“ und ab 1925 schließlich „Schwarzach bei Schwabach“. Der Ortsname leitet sich vom gleichnamigen Gewässernamen ab, der „Schwarze Ache“ bedeutet.
Von 1797 bis 1808 unterstand der Ort dem Justiz- und Kammeramt Schwabach. Im Rahmen des Gemeindeedikts wurde 1808 Schwarzach dem Steuerdistrikt Großschwarzenlohe (I. Sektion) und der 1818 gebildeten Ruralgemeinde Großschwarzenlohe zugeordnet.
Im Zweiten Weltkrieg gab es in Schwarzach eine Flakstellung mit Munitionsbunker in tiefen Felsenkellern. Eine völlige Zerstörung des Ortes und die bereits befohlene Sprengung der nahegelegenen Rednitzbrücke konnten trotz der am 18. April 1945, tobenden Schlacht um Nürnberg und der Bombardierung Schwabachs durch die bedingungslose Kapitulation am 19. April 1945 gerade noch abgewendet werden.
Am 1. Mai 1978 wurde Schwarzach bei Schwabach im Zuge der Gebietsreform in Bayern nach Schwabach eingegliedert.

### Jüngste Geschichte
Schwarzach wurde im ausgehenden 20. Jahrhundert eingekesselt zwischen der autobahnähnlich ausgebauten Bundesstraße 2, der Bundesautobahn 6, der Staatsstraße 2239, dem Main-Donau-Kanal, einer Mülldeponie und einem flächenintensiven neu gebauten Industriegelände. Die hohe Verkehrsbelastung der umliegenden Verkehrsadern und die allgegenwärtige Licht- und Lärmverschmutzung haben den Ort inzwischen trotz der landschaftlich reizvollen Lage unattraktiv werden lassen. Hinzu kommt die immer wiederkehrende Geruchsbelästigung von den unmittelbar nördlich angrenzenden Mülldeponien die zu Neuses gehören. Aktuell werden am Ort noch ein Immobilienbüro und ein Elektro-Installationsunternehmen betrieben; vier baureife Grundstücke und die ehemalige Mühle sind zum Verkauf ausgeschrieben. Auf den Dächern sind solarelektrische Anlagen mit einer Gesamtleistung von etwa 18 Kilowatt errichtet. Ein ehemaliges Freizeitheim der evangelischen Kirche am südlichen Ortseingang wurde nach massiven Protesten der Einwohner, ernsthaften Bedenken der Grünen und einigen Schmierereien von Sympathisanten des Freien Netz Süd 2013 zu einer kleinen Heimstätte für Asylanten umgewidmet.

### Baudenkmal
- drei Wasserräder von 1897[12]

### Einwohnerentwicklung
Die Einwohnerzahl von Schwarzach ist seit einigen Jahren stark rückläufig. Die Restbevölkerung ist deutlich überaltert. Während im Bundesdurchschnitt die einwohnerstärkste Gruppe jene der 37- bis 47-Jährigen ist, so sind es in Schwarzach die über 65- bis 75-Jährigen. Mehr als ein Drittel der Einwohner sind über 55 Jahre alt.
| Jahr      | 001840 | 001861 | 001871 | 001885 | 001900 | 001925 | 001950 | 001961 | 001970 | 001987 | 002010 | 002012 | 002013 | 002014 |
| Einwohner | 39     | 52     | 67     | 42     | 51     | 31     | 33     | 54     | 51     | 45     | 35     | 33     | 40     | 27     |
| Häuser    | 4      |        |        | 2      | 2      | 3      | 2      | 8      |        | 15     |        |        |        |        |
| Quelle    | [ 14 ] | [ 15 ] | [ 16 ] | [ 17 ] | [ 18 ] | [ 19 ] | [ 20 ] | [ 21 ] | [ 22 ] | [ 23 ] |        |        |        |        |

## Religion
Der Ort ist evangelisch-lutherisch geprägt und bis heute in die Stadtkirche St. Johannes und St. Martin (Schwabach) gepfarrt. Die Katholiken sind nach St. Sebald (Schwabach) gepfarrt.

## Verkehr
Wochentags wird Schwarzach tagsüber von der VGN-Linie 678 bedient. Es bestehen regelmäßige Verbindungen nach Schwabach und Feucht. Nachts, samstagnachmittags sowie an Sonn- und Feiertagen findet keine Abfertigung im ÖPNV statt.